# Oscar Crino
Oscar Crino (ur. 9 sierpnia 1962 w Buenos Aires) – australijski piłkarz pochodzenia argentyńskiego występujący na pozycji pomocnika.

## Kariera klubowa
Crino seniorską karierę rozpoczął w 1980 roku w zespole Brunswick United Juventus z Victorian State League. W 1981 roku był stypendystą AIS, po czym przeszedł do drużyny Tung Sing FC z Hongkongu. W 1983 roku wrócił do Australii, gdzie został graczem klubu South Melbourne z NSL. W 1984 roku zdobył z nim mistrzostwo tych rozgrywek.
W 1985 roku wyjechał na Cypr, by grać w tamtejszym Anorthosisie Famagusta i spędził tam sezon 1985/1986. W 1987 roku wrócił do Australii, gdzie do końca kariery w 1991 roku grał w zespołach NSL – Footscray JUST oraz Preston Makedonia.
W NSL rozegrał 160 spotkań i zdobył 40 bramek.

## Kariera reprezentacyjna
W reprezentacji Australii Crino zadebiutował 30 sierpnia 1981 roku w przegranym 0:1 meczu eliminacji Mistrzostw Świata 1982 z Indonezją. 27 września 1985 roku w wygranym 3:0 towarzyskim spotkaniu z Chinami strzelił pierwszego gola w kadrze.
W 1988 roku Crino znalazł się w zespole na Letnie Igrzyska Olimpijskie, zakończone przez Australię na ćwierćfinale. W latach 1981–1989 w drużynie narodowej rozegrał 28 spotkań i zdobył 4 bramki.